# Phil Spalding
Phil Spalding   (Londres, 19 de novembre de 1957 - 6 de febrer de 2023) fou un baixista anglès. Era conegut com a músic de sessió i intèrpret de guitarres baixes, sobre tot del model "Fender Precision Bass". Tocà amb artistes com Mick Jagger, Seal, Orchestral Manoeuvres in the Dark, Elton John i Randy Crawford.
De petit va ser un model infantil reeixit i va aparèixer en un anunci de televisió d'Smiths Crisps. Spalding va ser un operador d'ordinadors per a un banc del carrer High Street, abans d'unir-se a l'artista de rock Bernie Tormé en 1976. Més tard es va unir a Original Mirrors abans de començar una col·laboració amb el grup Toyah, al desembre de 1980. Amb The Toyah va gravar i coescriure cançons per a àlbums d'estudi i va tocar en gires de concerts amb la banda, fins 1983. Des de llavors ha estat membre de la banda de GTR i Mike Oldfield. Posteriorment va aparèixer en àlbums de Michel Polnareff, Suggs, Robbie Williams i Kylie Minogue. En 1994 va participar en la gira de l'ex-cantant de Who: Daltrey Sings Townshend Tour.
Spalding També ha enregistrat totes pistes de baix en la banda sonora d'estudi de la pel·lícula El Rei Lleó (The Lion King).
Com a persona anteriorment afectada per l'hepatitis C, va aparèixer a la BBC Oxford el 28 de juliol de 2008 per promoure un assaig de vacuna per a la malaltia. Phil ha encetat la creació d'un grup de suport a pacients anomenat "Hep C Positive" en Swindon i treballa amb l'organització caritativa Liver4Life per aixecar la conscienciació sobre l'hepatitis C.
El febrer de 2012 es va unir a la banda d'en Simon Townshend per a la gira "Secret Weapon" de promoció de l'àlbum 'Looking Out, Looking In' pel Regne Unit.
Durant 2020 va tocar en la gira The Who Acoustic 2020.

## Discografia
Amb GTR
- GTR (1986)
- King Biscuit Flower Hour Presents GTR (1997)